# Curtiss Model 53 Condor
El Curtiss Model 53 Condor de 1929, también conocido como Curtiss Model 53 Condor 18 o CO Condor, fue una versión civil de pasajeros del bombardero Model 52 Condor. Biplano bimotor, llevaba 18 pasajeros.

## Diseño y desarrollo

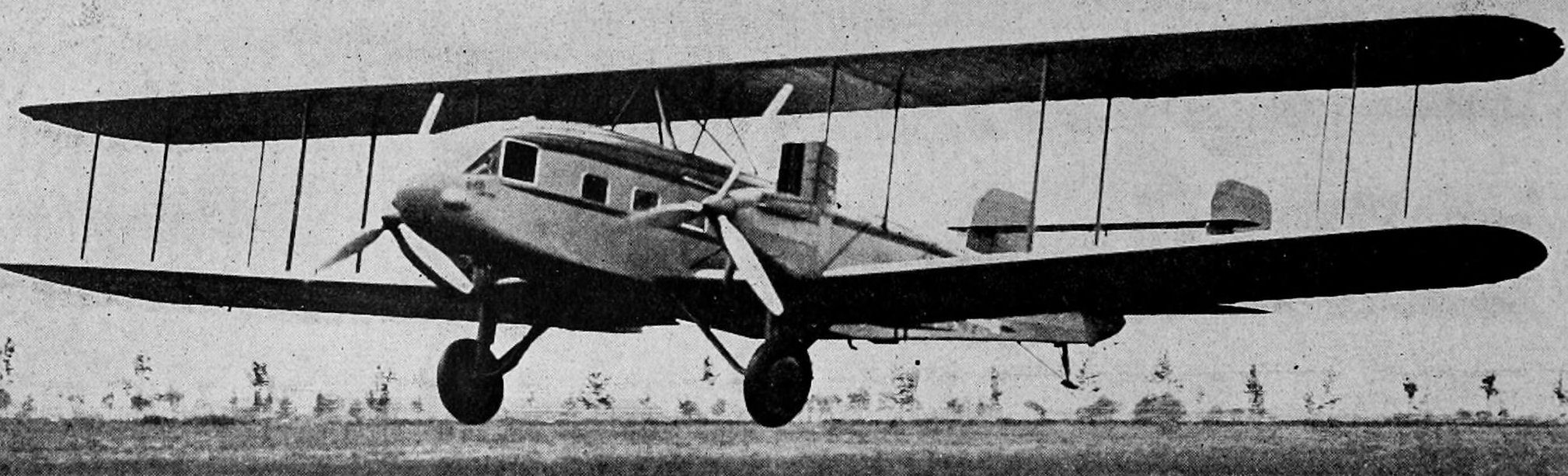

El Model 53 era una versión comercial del bombardero B-2 Condor (Model 52), también introducido en 1929. Era un gran biplano de tres vanos con parejas paralelas de soportes interplanares. Sus alas tenían una planta rectangular con puntas redondeadas. Como el resto del avión, poseían una estructura totalmente metálica y estaban recubiertas de tela. Los tres primeros Model 53 eran B-2 modificados en los que solo el ala inferior fue instalada con diedro (5º); los tres ejemplares construidos nuevos poseían diedro en ambas alas. Ambas alas poseían alerones, conectados externamente.
Sus dos motores V12 refrigerados por agua presurizada Curtiss Conqueror de 474 kW (635 hp) estaban montados en la parte superior del ala inferior, en largas capotas. Reducidos desde sus 2400 rpm óptimas de motor en un factor de dos a uno, movían hélices tripala. Eran refrigerados por radiadores rectangulares orientados longitudinalmente y colocados verticalmente sobre cada capota. Sus largas góndolas, que se extendían más allá de los bordes de fuga, contenían depósitos de combustible detrás de los motores, y, de forma poco usual, compartimentos de equipaje en sus partes traseras.
El Condor tenía una sección de fuselaje rectangular. Los dos tripulantes se sentaban lado a lado en una cabina cerrada a la que se accedía mediante una escalerilla incorporada y una escotilla de suelo. La disposición normal en la cabina de pasajeros detrás de ellos, lo suficientemente alta como para que pudieran permanecer de pie, era de seis filas de tres asientos accesibles desde un pasillo lateral. Podían ser subdivididos mediante paneles por privacidad o modificados para albergar una cabina dormitorio con literas para cuatro personas; se propuso una configuración solo de dormitorio con doce literas para los vuelos nocturnos. Se le prestó especial atención a la insonorización y a la ventilación; el Condor fue el primer avión comercial en contar con un calefactor de vapor de cabina. La azafata disponía de un espacio en la parte trasera, donde también existía un aseo.
El plano de cola inferior de la unidad biplano de cola del Condor estaba montado en la parte superior del fuselaje, con la superior sostenida por encima por las dos aletas y soportes centrales. Sus timones eran generosos y estaban equilibrados.
El Condor poseía un tren de aterrizaje fijo convencional de vía ancha. Sus ruedas independientes, equipadas con frenos, tenían patas cortas verticales con soportes traseros hasta los montajes motores y soportes transversales hasta la parte central del fuselaje. Su patín de cola era alto y estaba amortiguado.

## Historia operacional
El primer Condor civil, convertido desde un Model 52 militar, voló por primera vez el 21 de julio de 1929. Incluyendo el prototipo, se construyeron seis aparatos. De ellos, los primeros tres fueron convertidos desde bombarderos B-2. Operaron con TAT y Eastern Air Line, aunque solo durante un año. El desarrollo del Conqueror nunca fue completado totalmente, y, en 1932, el Ejército estadounidense, tras gastarse grandes cantidades de dinero en él, retiró el apoyo y se pasó a los motores refrigerados por aire.

## Operadores
Estados Unidos
- T.A.T.
- Eastern Air Lines

## Especificaciones (CO Condor)
Referencia datos: Jane's All the World's Aircraft 1931, Aero Digest : Curtiss Condor

### Características generales
- Tripulación: Dos pilotos y una azafata
- Capacidad: 18 pasajeros
- Carga: 1724 kg
- Longitud: 16,99 m
- Envergadura: 27,97 m
- Altura: 5,5 m
- Superficie alar: 140,5 m
- Perfil alar: Curtiss C-72[5]
- Peso vacío: 5295 kg
- Planta motriz: 2× motor radial V-12 refrigerado por agua Curtiss GV-1570 Conqueror.
  - Potencia: 474 kW (635 hp) con caja reductora con relación 2:1 cada uno.
- Hélices: Tripala de duraluminio Curtiss-Reid de paso ajustable
- Capacidad de combustible: 1681 l de combustible; 144 l de aceite
- Diedro: 0º (superior), 5º (inferior)

### Rendimiento
- Velocidad máxima operativa (Vno): 233,7 km/h (a nivel del mar); 229 km/h (a 1524 m (5000 pies)); 220 km/h (a 3048 m (10 000 pies))
- Velocidad crucero (Vc): 187 km/h
- Alcance: 800 km (carga normal de combustible), 1287 km (carga máxima de combustible)
- Techo de vuelo: 5200 m (17 000 pies)
- Régimen de ascenso: 4,4 m/s (870 pies/min)
- Carga alar: 58 kg/m2 (11,8 lb/sq ft)
- Potencia/peso: 0,1149 kW/kg (0,0699 hp/lb)
- Velocidad de aterrizaje: 79 km/h
- Tiempo de vuelo: 5 h a velocidad de crucero
- Tiempo a altitud: 6 min, 48 s a 1524 m (5000 pies); 16 min, 18 s a 3048 m (10 000 pies); 33 min, 48 s a 4572 m (15 000 pies)

### Secuencias de designación
- Secuencia Numérica (interna de Curtiss): ← 50 - 51 - 52 - 53 - 54 - 55 - 56 →